# De wederopstanding van een klootzak
De wederopstanding van een klootzak is een Nederlandse film uit 2013 van Guido van Driel, met in de hoofdrol Yorick van Wageningen. De internationale titel luidt The Resurrection of a Bastard.
De film is gebaseerd op het stripboek Om mekaar in Dokkum (2004) van Van Driel, dat mede geïnspireerd was op de moord op Bonifatius in het jaar 754. Het was de openingsfilm van het International Film Festival Rotterdam in 2013. Het is tevens een van de drie films waarin Jeroen Willems speelt, die na diens dood zijn uitgebracht. 
1896-1909 · 1910-19 · 1920-29 · 1930-39 · 1940-49 · 1950-59 · 1960-69 · 1970-79 · 1980-89 · 1990-99 · 2000-09 · 2010-19
· 2020-29